# Blue City
Blue City (erste deutsche Übersetzung 1961 unter dem Titel Wettlauf mit dem Gestern) ist ein Kriminalroman bzw. Thriller von Ross Macdonald aus dem Jahre 1947, der seinerzeit noch unter seinem realen Namen Kenneth Millar erschien. Im Stil der Hardboiled novel à la Dashiell Hammett und Raymond Chandler skizzierte Millar die Verflechtung von Politik und kriminellem Milieu in einer Kleinstadt im Mittleren Westen der USA kurz nach dem Ende des Zweiten Weltkriegs.

## Inhalt
Im Frühjahr 1946 kehrt der 22-jährige Johnny Weatherby, Ex-Sergeant der US Army, nach zehnjähriger Abwesenheit in seine (namentlich nicht genannte) Heimatstadt zurück. Der Ort ist ein Provinznest in der Nähe von Chicago und lebt von der Gummiproduktion. Johnnys 1941 verstorbene Mutter hatte sich 1936 von seinem Vater, Bürgermeister J. D. Weatherby, scheiden lassen. Seitdem hat Johnny seinen Vater weder gesehen noch Briefkontakt unterhalten. Als Soldat im Krieg gereift, hat Johnny beschlossen, sich der Vergangenheit zu stellen und seinen Vater aufzusuchen.
Kaum in der Heimat angekommen, erfährt Johnny, dass J. D. Weatherby 1944 von einem bislang unbekannten Täter ermordet wurde. Wenige Monate vor seiner Ermordung hatte er erneut geheiratet. Johnnys Stiefmutter ist wesentlich jünger ist als sein verstorbener Vater.
Bei einem Besuch bei Inspektor Ralph Hanson, der den Mord an seinem Vater bearbeitete, stellt Johnny fest, dass Hanson trotz moralischer Integrität offenbar aufgrund von Strukturen in der Stadtverwaltung, die auch die Polizeiarbeit betreffen, in seiner Ermittlungsarbeit behindert wurde und den Fall nicht weiter bearbeitet hat. Sicher ist lediglich, dass sein Vater gezielt einem sorgfältig vorbereiteten Attentat aus dem Hinterhalt zum Opfer gefallen ist. Die Tatwaffe, ein Smith & Wesson Revolver, stammte aus dem Laden eines Mr. Kaufman, nach Hanson „so eine Art Anarchist oder Radikaler“.
Bei einem Besuch von Alonzo Sandford, dem Besitzer der lokalen Gummifabriken und gleichzeitig dem engsten früheren Geschäftspartner seines Vaters, streitet der Unternehmer ab, Kenntnisse über den Mord zu besitzen oder Ermittlungen direkt oder indirekt behindert zu haben. Beim Besuch seiner Stiefmutter Floraine Weatherby stellt sich heraus, dass es sich um eine attraktive, gut 35 Jahre alte Frau handelt, die geschickt und unter dem Einsatz erotischer Reize versucht, Hintergründe zur Tat zu verschleiern. Ihr Geschäftspartner, der auch den Nachtclub seines verstorbenen Vaters betreibt, ist ein gewisser Kerch.
In Kaufmans Altwarenhandlung mit politischer Botschaft – im Schaufenster hängt als Bekenntnis des Inhabers eine Lithographie von Friedrich Engels – erfährt Johnny zu seiner Überraschung, dass das korrupte Netzwerk der Stadt auf seinen Vater zurückgeht, der mit Sandford vor 30 Jahren eine Abmachung getroffen hat. Sandford gibt zwar in der Stadt den Ton an, regiert sie jedoch nicht. J. D. Weather schmierte Polizei und Stadtverwaltung mit Gewinnen aus seinem Spielautomatengeschäft, machte sich aber andererseits durch die Vergabe medizinischer Betreuung und Sozialhilfe sowie die Unterstützung von Einwanderern wie Polen, Serben, Italienern und anderen Minderheiten bei jedermann beliebt.
Im Gegenzug drückten die Steuerbehörden bei Sandfords Besitz die Augen zu. Die städtische Polizei schützte Sandfords Unternehmen vor gewerkschaftlichen Aktivitäten und Streiks; missliebige Gewerkschafter wurden der Stadt verwiesen. Durch dieses System sei, so Kaufman, die Stadt politisch und sozial 20 Jahre zurückgeblieben. Kaufman versteht nicht wieso der neue Bürgermeister Allister, der vor zwei Jahren mit einem Reformprogramm antrat und keinen politischen Gegner besitzt, nicht handelt, denn das alte System ist unverändert. Kaufmann vermutet, dass Sanford Allister mit irgendwelchen Informationen in der Hand hat.
Johnny erfährt, dass der Tatrevolver aus Kaufmans Laden von Joey Sault gestohlen wurde, einem kleinen Dieb, von dem Kaufman gehofft hatte, dass er seine Enkelin Carla Kaufman heiraten würde. Kaufman ist überzeugt davon, dass Sault den Mord nicht begangen hat. Aus politischen Gründen will der Alte mit der Polizei, den „Kosaken“, nichts zu tun haben. Inspektor Hanson hatte ihn einmal verhaftet, nur weil er auf einer politischen Versammlung als Redner auftrat.
Im von Kerch geführten „Cathay Club“ erfährt Johnny zufällig, dass der Reformbürgermeister Allister offenbar auch von Kerch geschmiert wird. Hier lernt er auch Kaufmans Enkelin Carla kennen, die im Club als Prostituierte arbeitet. Sie warnt ihn vor Kerch, der weich wie Pudding sei, aber harte Burschen wie Garland und Rusty Jahnke beschäftigt habe. Von Carla erfährt Johnny auch, dass Kerch offenbar auf eigene Rechnung arbeitet und nicht für seine Stiefmutter, die immer noch Teilhaberin des Clubs ist. Carla vertraut Bürgermeister Allister, dem allerdings aus irgendeinem Grund die Hände gebunden zu sein scheinen. Allister hatte vorher als Staatsanwalt von Cranbridge eine Untersuchung über die Zustände in der Stadt durchgeführt, sein Bericht wurde jedoch von J. D. Weatherby „abgesägt“. Es stellt sich heraus, dass Carla im selben Haus wie Joeys Schwester wohnt und die beiden Frauen befreundet sind. Carla ist unehelich geboren und wurde nach dem Tod ihrer Mutter von Großvater Kaufman aufgezogen. Sie mag ihn als Mensch, hält aber seine politischen Ideen für überspannt. Carla und Johnny schlafen spontan miteinander.
Johnny sucht Kerch auf und bittet ihn um Arbeit, um in seiner Nähe zu sein und weitere Nachforschungen anstellen zu können. Er besteht zwar einen Test gegen Kerchs Leibwächter Rusty Jahnke, doch dann erscheint Garland und klärt Kerch über Johnny auf. Johnny wird von Rusty und dem Polizeidetektiv Moffatt, der außer Dienst für Kerch im Club arbeitet, zur Abschreckung verprügelt und auf Kerchs Anweisung von Moffatt aus der Stadt gebracht. Bei seiner Rückkehr drohen ihm zehn Jahre Zuchthaus. Moffatt bringt Johnny aus der Stadt, schlägt ihn nieder und raubt ihm sein Bargeld.
Johnny sucht Bürgermeister Allister auf, der auf ihn einen ehrlichen, intelligenten und liberalen Eindruck macht. Allister meint, er könne sich nicht gegen den Stadtrat durchsetzen, der alles blockiere und geschmiert werde. Johnny will von Allister einen Revolver und $ 50.-, um Kerch umzubringen. Allister ist entsetzt, besorgt ihm jedoch umgehend eine 45er-Colt-Pistole.
In einem Imbiss findet Johnny zufällig eine Zeitung, die von Sandford finanziert wird. Ihr ist zu entnehmen, dass seine Heimatstadt sauber ist und dank der Polizei nicht von Roten und Terroristen tyrannisiert wird wie andere Städte in den USA. Zufällig beobachtet er im Imbiss Joey Sault, der offenbar Drogen verkauft. Er geht ihm nach und stellt fest, dass der Dealer seine Stiefmutter besucht. Johnny gelingt es, sich aufgrund seiner alten Ortskenntnisse ins Haus zu schleichen. Joey Sault und Floraine Weather werden intim. Sault bitte Floraine um eine neue Chance. Sie fordert von ihm, Kerch umzubringen. Sault ist verblüfft, weil er davon ausgegangen war, dass Johnny umgebracht werden sollte.
Nun stellt sich heraus, dass Kerch vor zwei Jahren in der Stadt aufgetaucht ist und Floraine Weatherby offenbar erpresst. Floraine bietet Sault als Gegenleistung für die Ermordung Kerchs den Club und die Einnahmen der Spielautomaten an. Allerdings muss Sault noch einen Briefumschlag aus Kerchs Safe entnehmen und Floraine überlassen.
Überraschend erscheint Kerch in Begleitung von Rusty Jahnke und Garland in der Wohnung. Sie entführen Sault und Floraine, Johnny folgt ihnen in Floraines Wagen ins „Wildwood Inn“, ein stillgelegtes Restaurant außerhalb der Stadt. Sault wird von Rusty und Garland gefoltert. Kerch will Floraine zwingen, Sault mit einem Messer zu kastrieren, doch sie stößt es Kerch ins Gesicht. Aus Rache zerschneidet Kerch Floraines Gesicht. Johnny versucht, Hilfe zu holen. Er hat sich die Telefonnummer gemerkt, die Allister wählte, um ihm die Waffe zu besorgen. Die Frauenstimme am Apparat kommt ihm bekannt vor; er kann sie jedoch nicht identifizieren. Die Frau ist bereit, Allister zu informieren, der Hilfe leisten soll.
Johnny kehrt zum „Wildwood Inn“ zurück und stellt Rusty Jahnke beim Ausheben eines Grabes. Er kann ihn niederschlagen, wird aber im Haus von Garland überrascht. Floraine liegt im Sterben. Kerch hat Professor Salamander gerufen und gezwungen, Floraine zu behandeln, doch Salamander ist nur ein Quacksalber, der von Abtreibungen lebt und Floraine aufgrund des zu starken Blutverlustes nicht helfen kann.
Kerch reißt dem gefangenen Johnny einen Knopf vom Jacket und ein Büschel Haare aus und fährt in die Stadt zurück. Johnny kann seinen Bewacher Garland überrumpeln, schlägt ihn bewusstlos und bricht ihm beide Handgelenke. Er sucht Sanford auf. Kerch hat dort gefrühstückt. Johnny teilt Sanford den Tod von Floraine Weather mit. Er ist nun der Erbe des Weather-Vermögens. Sanford versichert Johnny, dass sein Vater ein großer Geschäftsmann war.
Im Haus seines Vaters findet Johnny die tote Floraine. Ihre Leiche ist mit seinem Haarbüschel und Jackenknopf für die Polizei präpariert. Er nimmt beides an sich, wird jedoch von Floraines Haushälterin überrascht, die ihn für den Mörder hält. Er ist gezwungen, durch die ganze Stadt zu fliehen. In der Stadtbibliothek stößt er auf einen Raum für indizierte Bücher. Verblüfft stellt er fest, dass dazu auch Ernest Hemingways Roman Haben und Nichthaben gehört.
Johnnys letzte Hoffnung ist Carla Kaufman. Sie gewährt ihm Unterschlupf. Beide bemerken, dass Allister das Haus betritt. Er besucht Francie Sontag, Joey Saults Schwester. Johnny erfährt von Carla, dass Francie und Allister eine Beziehung haben, sich Allisters Ehefrau aber nicht scheiden lassen will. Die Beziehung muss geheim gehalten werden, sonst ist Allisters politische Karriere beendet. Johnny begreift, dass er in der letzten Nacht Francies Telefonanschluss angerufen hat und sie Allister vermutlich von seinem Hilferuf informiert, er jedoch nicht reagiert hat.
Überraschend taucht Kerch in Carlas Wohnung auf, der sich eine Beziehung mit ihr erhofft. Johnny zwingt ihn, mit ihm zusammen zum „Cathay Club“ zu fahren und den Safe zu öffnen. Er findet Papiere, aus denen hervorgeht, dass am 14. Mai 1931 in Portland eine Floraine Wales einen Roger Kerch geheiratet hat; beide waren am lokalen Radiosender beschäftigt. Auf einem Foto des Brautpaars erkennt Johnny Kerch nicht wieder; dieser leidet unter einer schweren Krankheit, die ihn äußerlich völlig verunstaltet hat. Außerdem findet Johnny einen Liebesbrief von Allister an Francie Sontag, der vom 23. März 1944 datiert.
In Kerchs Büro erscheint Moffatt mit zwei weiteren Polizeibeamten. Johnny ergibt sich. Auf der Polizeiwache will Moffatt von ihm ein Geständnis wegen des Mordes an Floraine erpressen und foltert ihn. Nebenbei erfährt Johnny, dass Allister mit Inspektor Hanson in Ermittlungen unterwegs ist. Moffatt verprügelt Johnny mit einem Schlagring und schlägt ihm einige Zähne aus.
Hanson trifft auf der Polizeiwache ein. Er hat im „Wildwood Inn“ die Leiche Garlands gefunden und hält Johnny für den Mörder. Sanford erscheint und stellt für Johnny eine Kaution. Johnny macht ihm Vorwürfe: Er habe die Polizei, die eigentlich die Interessen der Allgemeinheit vertreten soll, in eine Schweizer Garde der Elite verwandelt. Sanford schildert ihm seine Weltsicht. Müsste er Gewerkschaftslöhne und Steuern zahlen, wären seine Werke nicht überlebensfähig und der Ort eine Geisterstadt.
Johnny kontert: Floraine war eine Bigamistin die von Kerch erpresst werden konnte, weil er zufällig von ihrer Hochzeit mit J. D. Weather erfuhr. Unklar ist, wieso ließ sich Allister von Kerch Befehle geben ließ. Sanford bestreitet dies. Allister erscheint. Unklar ist noch, wer Garland umgebracht hat. Allister vermutet Kerch als Täter, der Zeugen beseitigen wollte. Rusty Jahnke wurde inzwischen von Hanson festgenommen. Johnny teilt Allister mit, dass er seinen Brief an Francie Sontag in Kerchs Safe gefunden hat. Allister ist schockiert.
Rusty wird vernommen. Er leugnet alle Vorwürfe, verrät sich jedoch, als Hanson den Mord an J. D. Weatherby erwähnt. Rusty war zur Tatzeit, am 3. April 1944, in der Nähe des Tatorts als Fahrer eines Autos wartend beobachtet worden. Rusty will, dass Hanson Garland dazu befragt, der dabei gewesen sei. Als Rusty erfährt, dass Garland tot ist, will er es zuerst nicht glauben, beschuldigt dann jedoch den Toten des Mordes an Weather. Er gibt zu, dass er und Garland in Chicago von Kerch angeheuert wurden, um Weatherby zu beschatten. Er habe nur den Wagen gefahren und zwei Schüsse gehört, als Garland in das leerstehende Bürohaus gegangen sei, aus dem heraus Weatherby ermordet wurde.
Hanson gibt gegenüber Johnny zu, aus politischen Rücksichten die Ermittlungen in der Mordsache Weatherby eingestellt zu haben. Er habe den Befehl erhalten, Kerch und seine Freunde in Ruhe zu lassen. Als Johnny nach dem Auftraggeber fragt, werden sie unterbrochen. Professor Salamander wird vernommen und sagt gegen Kerch aus. Auf seinen akademischen Titel angesprochen, erklärt Salamander, dass er Professor für okkulte Wissenschaften sei. Johnny und Hanson suchen Kerch auf. Johnny glaubt, dass Kerch Floraine erpresst hat. Hanson erklärt ihm, dass der eigentliche Auftrag an ihn, Kerch in Ruhe zu lassen, nicht vom Polizeichef kam, sondern vermutlich von Allister. Johnny vermutet, dass Allister von Kerch erpresst wird.
Im „Cathay Club“ finden Johnny und Hanson Kerch erschossen vor. Neben ihm liegt die mit einer Schusswunde verletzte Carla; sie muss Kerchs Mörder überrascht haben. Johnny fährt mit Carlas Wagen zu ihrem Wohnhaus, den „Harvey Apartments“. Er hört Stimmen aus Francies Wohnung und belauscht Francie und Allister. Johnny erfährt, dass Allister durch Francie seinen telefonischen Hilferuf erhalten hat und Allister tatsächlich nichts unternahm. Durch die unterlassene Hilfe ist Francies Bruder Joey Sault gestorben. Johnny überrascht das Paar. Er hat die Briefe aus Kerchs Safe bei sich, darunter befindet sich auch ein Geständnis Allisters für einen befreundeten Richter: Er habe J. D. Weather aus politischem Ehrgeiz umgebracht.
Mit seinem Geständnis konfrontiert, behauptet Allister, dass es unter Zwang verfasst wurde. Johnny setzt ihn unter Druck. Allister gibt zu, dass J. D. Weather einige seiner Liebesbriefe in die Hand bekommen habe, von wem, sei unklar. Jedenfalls waren die Briefe nicht bei Weather, sondern bei Kerch. Allister gibt zu, von Garland mit der Waffe in der Hand auf der Flucht vom Tatort gestellt worden zu sein. Garland brachte Allister zu Kerch, der ihn mit dem Mord an Weather erpressen konnte. Damit war Kerch in einer Schlüsselposition, in der er die Stadtverwaltung und die Polizei kontrollieren konnte. Allisters Pseudogeständnis für Richter Simeon sicherte Kerch zusätzlich ab.
Durch die Ereignisse der letzten 24 Stunden bot sich für Allister die Chance, alle Beteiligten und Mitwisser an seiner Erpressung auszuschalten. Er erwürgte im „Wildwood Inn“ den bewusstlosen Garland. Lediglich Kerch stand ihm noch im Weg. Dann erschien überraschend Carla, die seinen Mordversuch überlebte und nun aussagen wird. Als letzte Mitwisserin wollte Allister seine Geliebte Francie Sontag umbringen. Während Johnny Inspektor Hanson anruft, erschießt Francie Allister angeblich in Notwehr.
Johnny will mit Carla in der Stadt bleiben, um den Schweinestall auszumisten. Ihm ist klar, dass er dafür Männer braucht, die bereit sind, … für mehr zu kämpfen als nur für Filet in ihren Mägen, Frauen in ihren Betten und die anschwellenden Champagnerbläschen der Macht in ihren Egos …..

## Zitate
Johnny: Was ist denn das für eine Sorte Polizei in dieser Stadt?
Barbesucher: Diese Sorte.

## Adaptionen
- 1986 drehte Michelle Manning aufgrund der Romanvorlage mit Judd Nelson in der Hauptrolle den gleichnamigen Spielfilm, der jedoch in der Gegenwart in Florida spielt und in dem die Charaktere stark verändert wurden. Offenbar aufgrund künstlerischer Schwächen wurde er 1987 für fünf Goldene Himbeeren nominiert. In Deutschland wurde die Produktion auf dem Videomarkt verwertet.